# Moulay Khanoussi
Moulay Idriss Khanoussi, teilweise auch Khanousi geschrieben (arabisch مولاي إدريس الخنوسي, DMG Mūlāy Idrīs al-Ḫanūsī; * 21. Juni 1944 in Fès), ist ein ehemaliger marokkanischer Fußballspieler.

## Sportlicher Werdegang
Khanoussi spielte während seiner Laufbahn ausschließlich für Maghreb Fez im Erwachsenenbereich, zwischen 1958 und 1974 lief er für den Klub in der Botola auf. Höhepunkt war dabei der erstmalige Gewinn der Landesmeisterschaft in der Vereinsgeschichte, als in der Spielzeit 1964/65 nach 14 Siegen in 26 Saisonspielen Racing Casablanca mit zwei Punkten Vorsprung auf den zweiten Platz verwiesen wurde. In der Spielzeit 1960/61 sowie der Spielzeit 1968/69 wurde er mit dem Klub jeweils Vizemeister, zudem stand er 1966, 1971 und 1974 im jeweils verlorenen Endspiel um den Landespokal.
Im November 1963 debütierte Khanoussi bei einer 0:3-Niederlage gegen Nigeria im Rahmen der Qualifikation für die Olympischen Spiele 1964 für die marokkanischen Nationalmannschaft, das 1:1-Remis gegen die Sowjetunion im folgenden Monat wird jedoch von der FIFA als offizielles Länderspieldebüt gesehen. Nachdem sich die Auswahlmannschaft ohne sein Zutun in einem Entscheidungsspiel gegen Nigeria durchgesetzt hatte, kam er im Mai 1964 in den Ausscheidungsspielen gegen Äthiopien zum Einsatz und verhalf beim 1:0-Erfolg zur erfolgreichen Qualifikation für das Olympia-Fußballturnier. Hier gehörte er zwar zum Kader, blieb aber bei den beiden Niederlagen gegen Ungarn (0:6) und Jugoslawien (1:3) ohne Einsatz. Drei Jahre später lief er für die Auswahl bei den Mittelmeerspielen 1967 auf. Nachdem die Mannschaft den Auftakt gegen den späteren Turniersieger, eine italienische B-Nationalmannschaft, durch einen Treffer von Maouhoub Ghazouani mit 1:0 gewonnen hatte, verlor sie die beiden anschließenden Spiele und wurde Gruppenletzte.
Mittlerweile Stammspieler in der Defensive gehörte Khanoussi nach erfolgreicher Qualifikation zur Weltmeisterschaftsendrunde 1970 in Mexiko dort zum Kader, beim 2:2-Remis gegen Tunesien im Entscheidungsspiel der zweiten Runde der afrikanischen Qualifikation erzielte er eines seiner beiden Länderspieltore und der anschließende Losentscheid fiel zugunsten der Marokkaner aus. Unter Trainer Blagoja Vidinić bestritt er alle drei Endrundenspiele. Mit einem Punkt belegten die Nordafrikaner zwar den letzten Platz der Gruppe, beim 1:1-Unentschieden (erneut mit Ghazouani als Torschütze) gegen Bulgarien verließ jedoch erstmals ein afrikanischer Vertreter ein WM-Endrundenspiel nicht als Verlierer. Nach dem Turnier kam er im Dezember im Rahmen der Qualifikation für den Afrika-Cup 1972 zu seinem letzten von 35 offiziellen Länderspielen, zudem bestritt er sechs Spiele im Rahmen der Olympiawettbewerbe und gegen B- bzw. Amateurnationalmannschaften.